# Уххотеп III
Уххотеп III (егип. Wḫ-ḥtp) — номарх XIV верхнеегипетского нома (септа) Неджефет-пехтет в период правления царя Аменемхета II (последняя треть XX — начало XIX века до н. э.). «Наследный князь, номарх, глава пророков Хатхор, госпожи Кус, херихеб Великой Эннеады, повелитель тайн двух кобр, тот, кто украшает Великое-в-Магии, глава сановников Верхнего Египта».

## Политическая биография
Правление номарха Уххотепа III относится ко времени царствования Аменемхета II (около 1929 — 1896 годов до н. э.).

## Титулатура
Номарх Уххотеп III традиционно совмещал в одном лице высшие гражданские, военные и религиозные должности в своём номе, нося соответствующий набор титулов:
- «Наследный князь, номарх, глава пророков госпожи небес, жрец-sm госпожи Обеих Земель»
- «Наследный князь, номарх, жрец-sm, надзиратель за всеми набедренными повязками и надзиратель за каждой божественной службой»
- «Наследный князь, номарх, главный херихеб и писец божественных книг»
- «Наследный князь, номарх, глава пророков Хатхор, госпожи Кус, херихеб Великой Эннеады, повелитель тайн двух кобр, тот, кто украшает Великое-в-Магии, глава сановников Верхнего Египта и номарх»[2].

## Происхождение и семья
Уххотеп III происходил из старинной династии номархов нома Неджефет-пехтет. Его родителями были Уххотеп II и Мереси (Mrsj), женой Уххотепа была Джехутихетеп, от которой у номарха было трое сыновей — Сенби (I), Аменемхатанх, Сенби (II) — и дочь Мереси. Кроме того, у Уххотепа III было три брата — Уххотеп, Себекхотеп и Хенихерииб — и сестра Мереси.

## Гробница
На одной из стен гробницы Уххотепа III изображён список-галерея его предшественников в должности номарха, начиная с периода V династии.